# تایسی کادوگوچی
تایسی کادوگوچی (ژاپنی: 角口 大征؛ زادهٔ ۱۵ ژوئیهٔ ۱۹۹۶) یک بازیکن فوتبال اهل ژاپن است.
از باشگاه‌هایی که در آن بازی کرده‌است می‌توان به باشگاه فوتبال میتو هولیهوک اشاره کرد.